# Україна (кіноустановка)

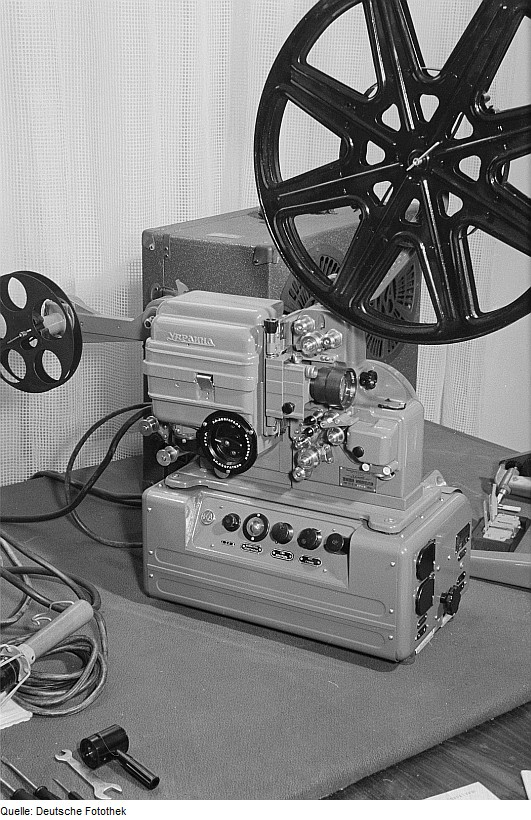
Перша кіноустановка серії «Україна» модель ПП-16-1, експонат Лейпцизького ярмарку 1954 року

Україна — серія кінопроєкторів (кіноустановок) призначених для демонстрування звукових кінофільмів на 16-мм плівці. Вироблялись у значній кількості одеським заводом «Кінап» у період від 1951 до початку 1990-х років.

## Загальні відомості
Одеський завод кіноапаратури «Кінап» протягом 1936—1941 років виробляв кінопроєктор 16-ЗП-1 для 16-мм плівки і звуковий підсилювач ПУ-12. Це були комплектні кіноустановки для так званих кінопересувок, які давали змогу влаштовувати кінопокази на відкритому просторі, а також у невеликих приміщеннях, клубах, школах.
В 1951 році на заводі спільно з Науково-дослідним кінофотоінститутом (НИКФИ) розроблено нову вдосконалену кіноустановку, що отримала власну назву «Україна».
Кінопроєктор установки типу ПП-16-1 за своїм технічним показниками значно переважав усі попередні проєктори для демонстрування 16-мм фільмів, що вироблялися в СРСР.
Протягом наступних років виробництва кіноустановка «Україна» постійно вдосконалювалась, до кінця виробництва на початок 1990-х років було випущено близько семи різних версій. Деякі моделі оснащувались додатковими головками для демонстрування фільмів з магнітною звуковою доріжкою.
Кіноустановка «Україна» стала основною кінотехнікою для професійного демонстрування фільмів на 16-мм плівці, була розповсюджена у всіх куточках СРСР, встановлювалась на кінопересувках, кораблях, літаках, у клубах, лекторіях, навчальних закладах тощо. Значна кількість апаратів вироблялась на експорт[джерело?].
Кіноустановки у вільний продаж приватним особам не постачались.

## Технічні особливості
Кіноустановка «Україна» вироблялась у стаціонарному та переносному варіантах. Більш розповсюдженою була мобільна версія для кінопересувок.
Складові частини кіноустановки були компактні, захищені від пошкодження при транспортуванні металевими корпусами з кришками та фанерними футлярами. Система живилась від мережевої напруги 220 В, або в польових умовах від генератора.
До комплекту кіноустановки «Україна» ПП-16-1 входили:
- кінопроєктор ПП-16-1;
- підсилювач 90У2, потужністю 10  Вт;
- гучномовець 25А13 (дві головки 4А-18/А у футлярі);
- автотрансформатор КАТ-14;
- переносний екран ЕПП-2;
- приладдя, інструменти та запчастини;
- експлуатаційно-технічна документація.[6]

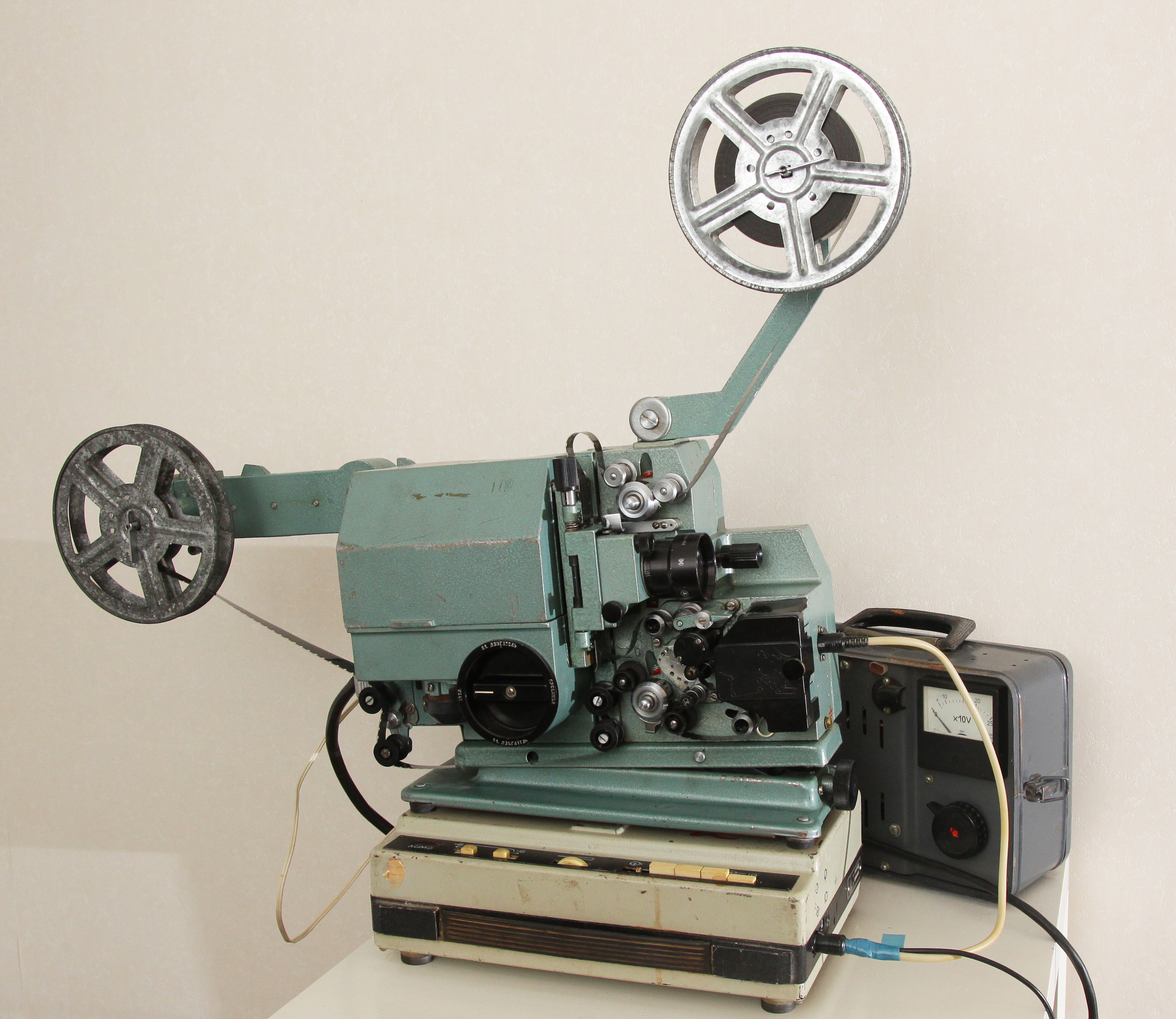
Кіноустановка «Україна-5»

### Технічні характеристики кінопроєктора «Україна» ПП-16-1
- Габарити кінопроєктора разом з футляром: 575×210×340 мм
- Джерело світла: лампа розжарювання з пласкою ниткою, 400 Вт, 30 В
- Корисний світовий потік: 250 лм
- Об'єктив: типи РО-110-1 та РО-109-1; фокусна відстань 3,5 і 5 см; відносний отвір 1:1,2
- Обтюратор: дволопатевий, дисковий, робочий кут 72°
- Електродвигун: асинхронний однофазний тип ЭАО-9; потужність 35 Вт, частота обертання 2880 об/хв, напруга 110 В
- Ємність бобін: 600 м
- Маса кінопроєктора: 15 кг.